# Warszawa Stadion-Strzelnica
Warszawa Stadion-Strzelnica – stacja kolejowa w Warszawie zlikwidowana w 1975 roku.
Została wybudowana w 1927 roku. Znajdowała się w dzielnicy Ochota przy obecnym skrzyżowaniu ul. Drawskiej i ul. Śmigłowca. Nazwa pochodziła od strzelnicy wojskowej i planowanego stadionu na terenie fortu Szczęśliwice.